# Проліви
Проліви (рос. Проливы) — селище у Кандалакському районі Мурманської області Російської Федерації.
Населення становить 42 особи. Належить до муніципального утворення Кандалакське міське поселення .

## Населення
| 2002 | 2010 |
| ---- | ---- |
| 57   | ↘42  |